# Liste der geschützten Landschaftsbestandteile im Landkreis Eichstätt
Im Landkreis Eichstätt gab es im März 2024 insgesamt 4 ausgewiesene geschützte Landschaftsbestandteile.

## Geschützte Landschaftsbestandteile
| Birkental bei Hirschberg                       | BW | LB-01632 | Beilngries                   | ⊙ | 3,02 |  |
| Gstocket bei Lenting                           | BW | LB-00295 | Lenting Zwei Teilflächen:    | ⊙ | 7,8  |  |
| Güßgraben bei Lenting                          | BW | LB-00295 | Lenting Zwei Teilflächen:    | ⊙ | 9,2  |  |
| Magerrasen bei Arnbuch                         | BW | LB-01631 | Beilngries Vier Teilflächen: | ⊙ | 23,1 |  |
| Legende für Geschützter Landschaftsbestandteil |    |          |                              |   |      |  |